# Doctors' Wives
Pour le film de 1971, voir Femmes de médecins.
Pour plus de détails, voir Fiche technique et Distribution.
Doctors' Wives est un film américain réalisé par Frank Borzage sorti en 1931.
Le scénario fut écrit par Maurine Dallas Watkins, d'après le roman de Henry Lieferant et Sylvia Lieferant.

## Fiche technique
- Réalisation : Frank Borzage
- Scénario : Maurine Dallas Watkins, d'après le roman éponyme d'Henry et Sylvia Lieferant
- Photographie : Arthur Edeson
- Décors : Joseph Urban
- Costumes : Sophie Wachner
- Montage : Jack Dennis
- Son : George Leverett
- Producteur : John W. Considine Jr.
- Société de production : Fox Film Corporation
- Société de distribution : Fox Film Corporation
- Pays de production :  États-Unis
- Langue : anglais
- Format : noir et blanc
- Date de sortie :
  - États-Unis : 15 mars 1931

## Distribution
- Warner Baxter : Dr. Judson Penning
- Joan Bennett : Nina Wyndram
- Victor Varconi : Dr. Kane Ruyter
- Cecilia Loftus : Tante Amelia
- Paul Porcasi : Dr. Calucci
- Minna Gombell : Julia Wyndram
- Helene Millard : Vivian Crosby
- John St. Polis : Dr. Mark Wyndram
- George Chandler : Dr. Roberts
- Violet Dunn : Lou Roberts
- Ruth Warren : Charlotte
- Louise Mackintosh : Mrs. Kent
- William Maddox : Rudie
- Nancy Gardner : Julia Wyndram
- Claude King (non crédité) : un employé de l'hôpital